# Мадоната с щиглеца
„Мадоната с щиглеца“ известна и като Madonna del Cardellino, е картина на известния италиански художник от епохата на Ренесанса Рафаело. Изложена е в Галерия „Уфици“ във Флоренция.
Джорджо Вазари казва, че Рафаело е нарисувал тази картина за своя приятел Лоренцо Нази, флорентински търговец на вълна, по случай сватбата му. Изобразява Богородица с Младенеца и малкия Йоан Кръстител, който подава на Исус птица щиглец, символ вероятно на бъдещите му страдания. Пейзажът отзад запълва картината с настроение на омиротворение.Алегорията е, че щиглецът се храни с магарешки бодили.
Цялата композиция е под формата на пирамида, като главата на Богородица е върхът на пирамидата. Единичните дървета вляво и вдясно от фигурите рамкират цялата композиция.